# 紅鉤吻鮭
紅鉤吻鮭（學名：Oncorhynchus nerka），舊稱紅鮭（英語：red salmon），又稱藍背鮭（blueback salmon），其陸封型又稱為“扩卡尼鲑”（kokanee salmon），是一種生活在太平洋水域的鮭魚，是麻哈鱼属繼粉紅鮭和狗鮭以後數量最多的物種。
红鲑的拉丁文种小名nerka源自俄语称呼。“Sockeye”的名字據說是弗雷澤河下游的原住民所使用的哈尔魁梅林语中對這品種的稱呼sθə́qəy̓的英語化的民間變異。另一俗称“kokanee”则源于苏斯瓦萨利希语keknǽxʷ。

## 分佈
南至東太平洋的哥倫比亞河和西太平洋的北海道島北部，但在加州的門多西諾海岸的十哩河也有零星發現。北部界限東至加拿大北極群島的巴瑟斯特灣，西至西伯利亞的阿納德爾河。陸封型分佈在加拿大的育空地區和卑詩省，和美國的阿拉斯加州、華盛頓州、俄勒岡州、加州、猶他州、愛達荷州、蒙大拿州、科羅拉多州、新墨西哥州和懷俄明州。

## 外形

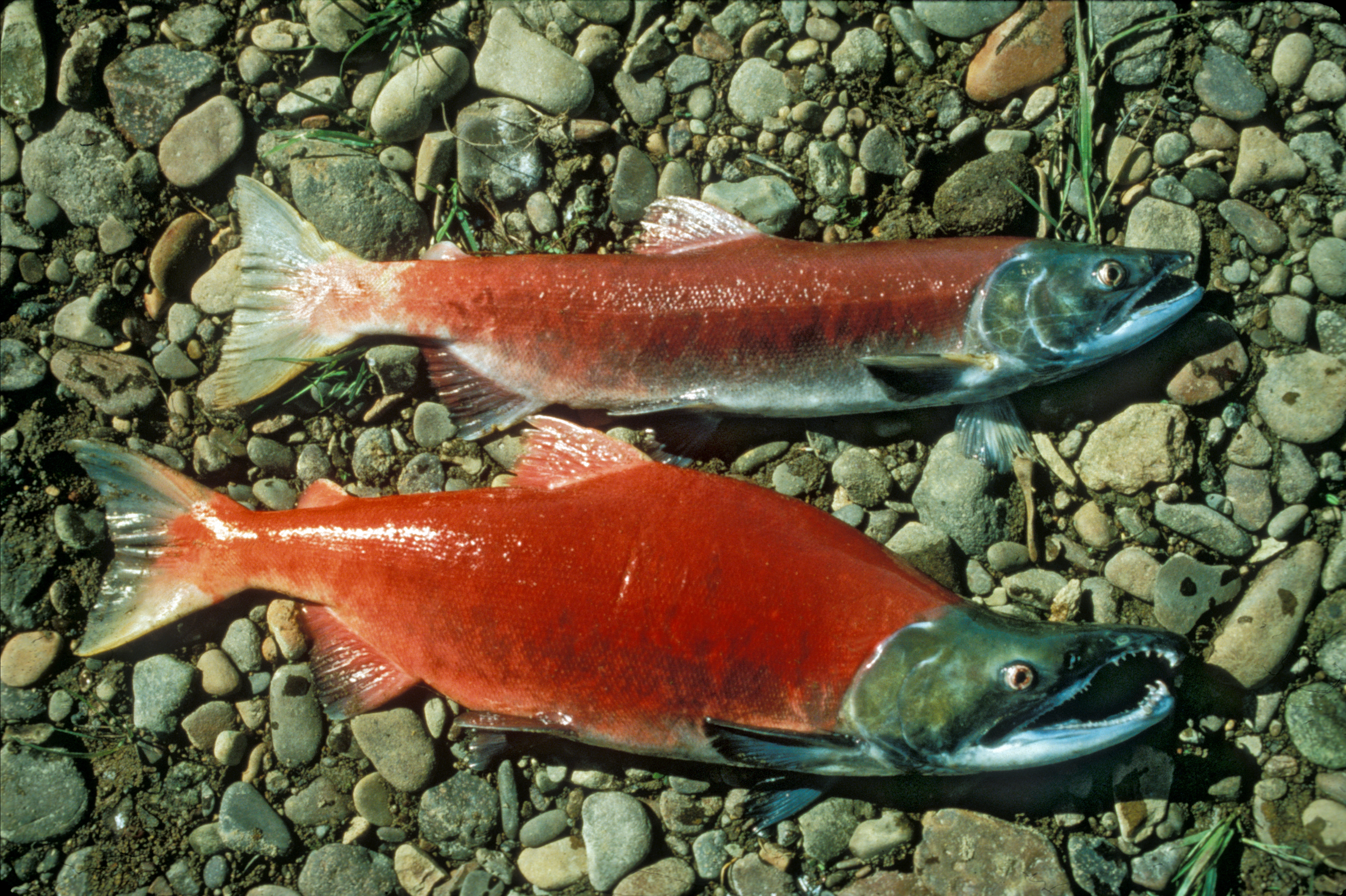
雄（下）雌（上）的分別

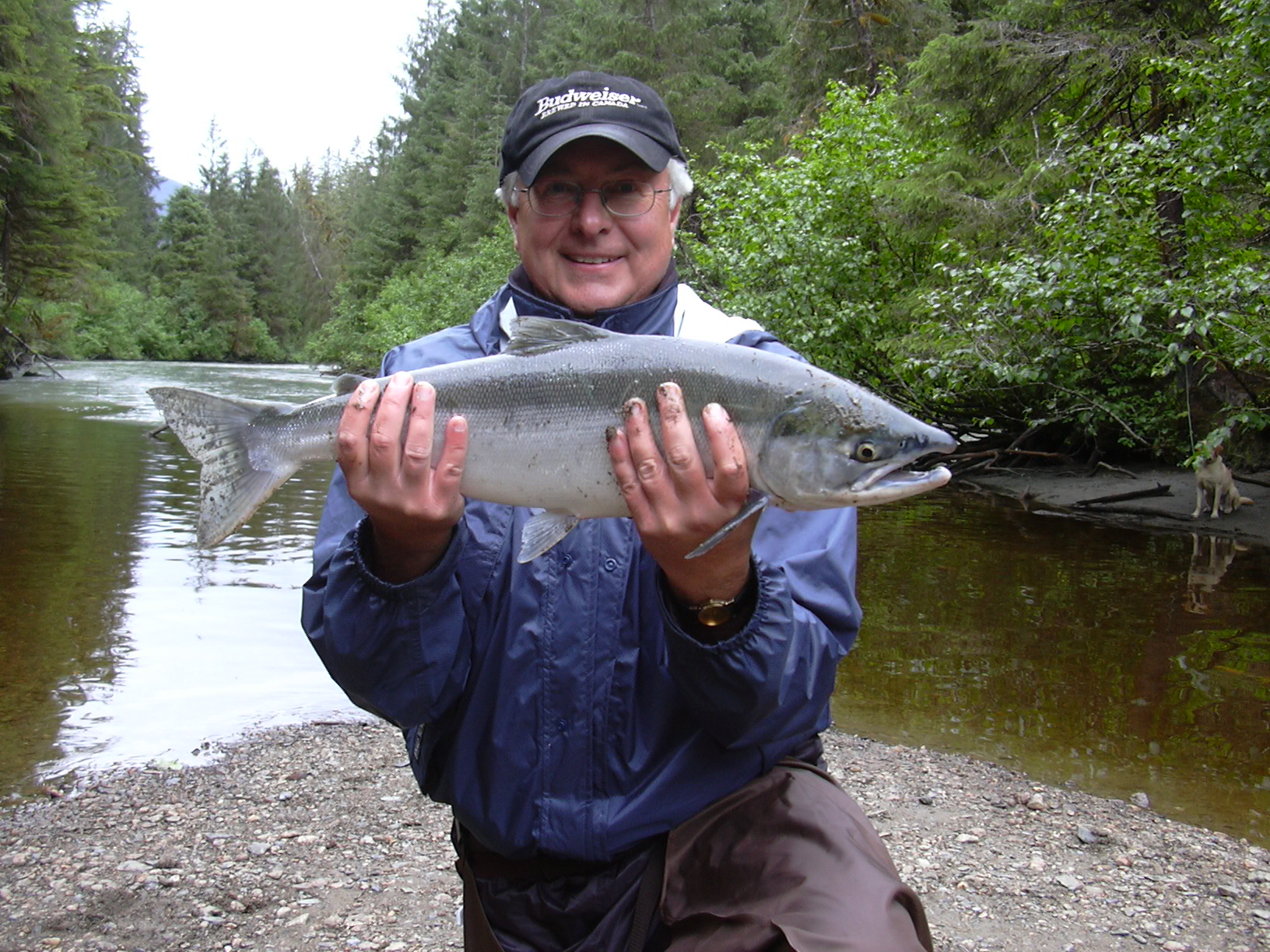
海水階段的魚

紅鮭全長可達84公分（33英吋），重達2.5－3.5公斤（6－8磅）。外形瘦長，類似魚雷，有脂鰭，和鈍的吻部。頭後的鰓篩長而緊密。其體色由海水回到淡水繁殖時會有所改變：在淡水中全身亮紅色，頭淡綠色；雌魚偶有黃或綠色的斑駁。在海水中生活時，背為藍綠色，腹銀色，皮膚均勻光滑。

## 生態
本魚分陸封型及降海型，後者幼魚期棲息在沿海，以小型無脊椎動物為食，成魚則轉移至大洋表層帶活動，以魚類、甲殼類等為食，繁殖期時會集體洄游至出生的河川繁殖產卵，是重要的食用魚，適合各種烹飪方式食用。